# Pouillé-les-Côteaux
Pouillé-les-Côteaux är en kommun i departementet Loire-Atlantique i regionen Pays de la Loire i nordvästra Frankrike. Kommunen ligger i kantonen Ancenis som tillhör arrondissementet Ancenis. År 2022 hade Pouillé-les-Côteaux 1 050 invånare.

## Befolkningsutveckling
Antalet invånare i kommunen Pouillé-les-Côteaux
| Referens: INSEE |